# Elecciones a las Cortes de Castilla y León de 2011
Las elecciones a las Cortes de Castilla y León de 2011, que dieron lugar al inicio de la VIII Legislatura, se celebraron el 22 de mayo de dicho año, en el marco de las elecciones autonómicas de España de 2011. Se eligieron 84 procuradores, uno más que en 2007 al incrementar el cupo la provincia de Segovia.
En estas elecciones el PP consiguió el mejor resultado en escaños en la historia de la región, con 53 escaños de 84 posibles, pero se quedó a un 1,73% de mejorar su propio récord de porcentaje de votos, establecido en 53,28% en las elecciones de 1995.

## Reparto de escaños por circunscipción
El reparto de procuradores por provincias es el siguiente:
| Reparto de escaños por circunscripciones |       |        |      |          |           |         |       |            |        |         |
| Circunscripción                          | Ávila | Burgos | León | Palencia | Salamanca | Segovia | Soria | Valladolid | Zamora | Total   |
| Procuradores                             | 7     | 11     | 14   | 7        | 11        | 7 (+1)  | 5     | 15         | 7      | 84 (+1) |

## Candidaturas
En negrita, el candidato a la presidencia de la Junta
| Provincia  | Candidatos                                                                                           | Observaciones                                                                                    |
| ---------- | --- | ------------------------------------------------------------------------------------------------ |
| Ávila      | - PP: José Manuel Fernández Santiago - PSOE: María Mercedes Martínez Juárez                          | - Otras candidaturas: IU, UPyD, PACMA, FE-JONS, PCAL-CI, PFyV.                                   |
| Burgos     | - PP: Juan Vicente Herrera Campo - PSOE: María Fernanda Blanco Linares                               | - Otras candidaturas: IU, UPyD, PACMA, PCAL, SAIn, DN, CiBu, IMD, LV-GV.                         |
| León       | - PP: Antonio Silván Rodríguez - PSOE: Miguel Ángel Fernández Cardo - UPL: Alejandro Valderas Alonso | - Otras candidaturas: IU, UPyD, PACMA, PCAL, PCPE, PREPAL, IxSA, MASS, PRB, PB, Civiqus, PAL-UL. |
| Palencia   | - PP: Carlos Javier Amando Fernández Carriedo - PSOE: Julio López Díaz                               | - Otras candidaturas: IU, UPyD, PACMA, PCAL, FE-JONS, SAIn, PCPE, URCL.                          |
| Salamanca  | - PP: Josefa García Cirac - PSOE: Fernando Pablos Romo                                               | - Otras candidaturas: IU, UPyD, PACMA, PCAL, URCL, CENB, Verdes, SI, PREPAL.                     |
| Segovia    | - PP: Silvia Clemente Municio - PSOE: Óscar López Águeda                                             | - Otras candidaturas: IU, UPyD, PACMA, SdI, VyC.                                                 |
| Soria      | - PP: María Jesús Ruiz Ruiz - PSOE: Esther Pérez Pérez                                               | - Otras candidaturas: IU, PACMA, PCAL, UCE, IDES.                                                |
| Valladolid | - PP: Tomás Villanueva Rodríguez - PSOE: Ana María Carmen Redondo García - IU: José María González   | - Otras candidaturas: UPyD, PACMA, PCAL, FE-JONS, SAIn, PCPE, URCL, CENB, PCAL-CI, DN, UCE, PH.  |
| Zamora     | - PP: María Isabel Alonso Sánchez - PSOE: Ana Sánchez Hernández - UPL: Manuel Herrero Alonso         | - Otras candidaturas: IU, UPyD, PCAL, PREPAL, CENB, ADEIZA-UPZ, CDS.                             |

## Encuestas
| Encuesta                | PP     | PSOE   | UPL   | IU    | UPyD  | Otros |
| ----------------------- | ------ | ------ | ----- | ----- | ----- | ----- |
| Resultados 2007         | 48     | 33     | 2     | -     | -     | -     |
| Público(marzo de 2010)  | 48,9 % | 33,4 % | 2,0 % | 6,0 % | 5,4 % | 4,3 % |
| Escaños                 | 49     | 33     | 0     | 1     | 1     | -     |
| El Mundo(mayo de 2010)  | 49,8 % | 34,5 % | 2,4 % | 5,4 % | 1,8 % | 6,1 % |
| Escaños                 | 48-49  | 31-33  | 1-2   | 1-2   | -     | -     |
| El Mundo(enero de 2011) | 53,6 % | 34,4 % | 2,4 % | 3,0 % | -     | 6,6 % |
| Escaños                 | 48-54  | 27-33  | 1-2   | 0-1   | -     | -     |
| El Mundo(abril de 2011) | 53,8 % | 33,4 % | 2,6 % | 3,9 % | -     | 6,3 % |
| Escaños                 | 49-54  | 28-31  | 1-2   | 0-1   | -     | -     |
| CIS(mayo de 2011)       | 51,5 % | 32,8 % | 2 %   | 4,3 % | 2,1 % | 6,6 % |
| Escaños                 | 50     | 32     | 1     | 1     | -     | -     |
| Vocento(mayo de 2011)   | 51,5 % | 34 %   | 3,4 % | 4,2 % | n/d   | n/d   |
| Escaños                 | 51     | 31     | 2     | -     | -     | -     |

## Resultados
Para optar al reparto de escaños en una circunscripción, la candidatura debe obtener al menos el 3% de los votos válidos emitidos en dicha circunscripción. En esta legislatura se añade un escaño más al reparto, por Segovia.
| ← Elecciones a las Cortes de Castilla y León de 2011 → |                                                                                         |                           |         |       |         |     |
| Presidente y gobierno | Partido                                                                                 | Candidato                 | Votos   | %     | Escaños | +/- |
| - Presidente: Juan Vicente Herrera Campo - Gobierno: PP - Censo: 2.166.385 - Votantes: 1.462.397 (67,5 %) - Abstención: 703.988 (32,5 %) - Válidos: 1.462.397 - A candidatura: 1.387.404 | Partido Popular (PP)                                                                    | Juan Vicente Herrera      | 739.502 | 51,55 | 53      | +5  |
| - Presidente: Juan Vicente Herrera Campo - Gobierno: PP - Censo: 2.166.385 - Votantes: 1.462.397 (67,5 %) - Abstención: 703.988 (32,5 %) - Válidos: 1.462.397 - A candidatura: 1.387.404 | Partido Socialista Obrero Español (PSOE)                                                | Óscar López Águeda        | 425.777 | 29,68 | 29      | -4  |
| - Presidente: Juan Vicente Herrera Campo - Gobierno: PP - Censo: 2.166.385 - Votantes: 1.462.397 (67,5 %) - Abstención: 703.988 (32,5 %) - Válidos: 1.462.397 - A candidatura: 1.387.404 | Izquierda Unida de Castilla y León (IUCyL)                                              | José María González       | 69.872  | 4,87  | 1       | +1  |
| - Presidente: Juan Vicente Herrera Campo - Gobierno: PP - Censo: 2.166.385 - Votantes: 1.462.397 (67,5 %) - Abstención: 703.988 (32,5 %) - Válidos: 1.462.397 - A candidatura: 1.387.404 | Unión del Pueblo Leonés (UPL)                                                           | Alejandro Valderas Alonso | 26.660  | 1,86  | 1       | -1  |
| - Presidente: Juan Vicente Herrera Campo - Gobierno: PP - Censo: 2.166.385 - Votantes: 1.462.397 (67,5 %) - Abstención: 703.988 (32,5 %) - Válidos: 1.462.397 - A candidatura: 1.387.404 | Unión Progreso y Democracia (UPyD)                                                      |                           | 47.040  | 3,28  | 0       |     |
| - Presidente: Juan Vicente Herrera Campo - Gobierno: PP - Censo: 2.166.385 - Votantes: 1.462.397 (67,5 %) - Abstención: 703.988 (32,5 %) - Válidos: 1.462.397 - A candidatura: 1.387.404 | Partido de Castilla y León (PCAL)                                                       |                           | 13.537  | 0,94  | 0       |     |
| - Presidente: Juan Vicente Herrera Campo - Gobierno: PP - Censo: 2.166.385 - Votantes: 1.462.397 (67,5 %) - Abstención: 703.988 (32,5 %) - Válidos: 1.462.397 - A candidatura: 1.387.404 | El Partido de Castilla y León-Candidatura Independiente (PCAL-CI)                       |                           | 10.796  | 0,75  | 0       |     |
| - Presidente: Juan Vicente Herrera Campo - Gobierno: PP - Censo: 2.166.385 - Votantes: 1.462.397 (67,5 %) - Abstención: 703.988 (32,5 %) - Válidos: 1.462.397 - A candidatura: 1.387.404 | Partido Antitaurino Contra el Maltrato Animal (PACMA)                                   |                           | 5.368   | 0,37  | 0       |     |
| - Presidente: Juan Vicente Herrera Campo - Gobierno: PP - Censo: 2.166.385 - Votantes: 1.462.397 (67,5 %) - Abstención: 703.988 (32,5 %) - Válidos: 1.462.397 - A candidatura: 1.387.404 | Movimiento Alternativo Social (MASS)                                                    |                           | 4.777   | 0,33  | 0       |     |
| - Presidente: Juan Vicente Herrera Campo - Gobierno: PP - Censo: 2.166.385 - Votantes: 1.462.397 (67,5 %) - Abstención: 703.988 (32,5 %) - Válidos: 1.462.397 - A candidatura: 1.387.404 | Partido Autonomista Leonés - Unidad Leonesista (PAL-UL)                                 |                           | 3.925   | 0,27  | 0       |     |
| - Presidente: Juan Vicente Herrera Campo - Gobierno: PP - Censo: 2.166.385 - Votantes: 1.462.397 (67,5 %) - Abstención: 703.988 (32,5 %) - Válidos: 1.462.397 - A candidatura: 1.387.404 | Coalición SI por Salamanca (SI)                                                         |                           | 3.718   | 0,26  | 0       |     |
| - Presidente: Juan Vicente Herrera Campo - Gobierno: PP - Censo: 2.166.385 - Votantes: 1.462.397 (67,5 %) - Abstención: 703.988 (32,5 %) - Válidos: 1.462.397 - A candidatura: 1.387.404 | Ciudadanos en Blanco (CENB)                                                             |                           | 3.545   | 0,25  | 0       |     |
| - Presidente: Juan Vicente Herrera Campo - Gobierno: PP - Censo: 2.166.385 - Votantes: 1.462.397 (67,5 %) - Abstención: 703.988 (32,5 %) - Válidos: 1.462.397 - A candidatura: 1.387.404 | Agrupación de Electores Independientes Zamoranos-Unión del Pueblo Zamorano (ADEIZA-UPZ) | Francisco Sánchez Gallego | 3.322   | 0,23  | 0       |     |
| - Presidente: Juan Vicente Herrera Campo - Gobierno: PP - Censo: 2.166.385 - Votantes: 1.462.397 (67,5 %) - Abstención: 703.988 (32,5 %) - Válidos: 1.462.397 - A candidatura: 1.387.404 | Verdes de Salamanca (VERDES)                                                            |                           | 2.822   | 0,20  | 0       |     |
| - Presidente: Juan Vicente Herrera Campo - Gobierno: PP - Censo: 2.166.385 - Votantes: 1.462.397 (67,5 %) - Abstención: 703.988 (32,5 %) - Válidos: 1.462.397 - A candidatura: 1.387.404 | Iniciativa por el Desarrollo de Soria (IDES)                                            |                           | 2.680   | 0,19  | 0       |     |
| - Presidente: Juan Vicente Herrera Campo - Gobierno: PP - Censo: 2.166.385 - Votantes: 1.462.397 (67,5 %) - Abstención: 703.988 (32,5 %) - Válidos: 1.462.397 - A candidatura: 1.387.404 | Los Verdes-Grupo Verde (LV-GV)                                                          |                           | 2.619   | 0,18  | 0       |     |
| - Presidente: Juan Vicente Herrera Campo - Gobierno: PP - Censo: 2.166.385 - Votantes: 1.462.397 (67,5 %) - Abstención: 703.988 (32,5 %) - Válidos: 1.462.397 - A candidatura: 1.387.404 | Partido de El Bierzo (PB)                                                               |                           | 2.401   | 0,17  | 0       |     |
| - Presidente: Juan Vicente Herrera Campo - Gobierno: PP - Censo: 2.166.385 - Votantes: 1.462.397 (67,5 %) - Abstención: 703.988 (32,5 %) - Válidos: 1.462.397 - A candidatura: 1.387.404 | Democracia Nacional (DN)                                                                |                           | 2.102   | 0,15  | 0       |     |
| - Presidente: Juan Vicente Herrera Campo - Gobierno: PP - Censo: 2.166.385 - Votantes: 1.462.397 (67,5 %) - Abstención: 703.988 (32,5 %) - Válidos: 1.462.397 - A candidatura: 1.387.404 | Ciudadanos de Burgos por Castilla la Vieja (CiBu)                                       |                           | 2.001   | 0,14  | 0       |     |
| - Presidente: Juan Vicente Herrera Campo - Gobierno: PP - Censo: 2.166.385 - Votantes: 1.462.397 (67,5 %) - Abstención: 703.988 (32,5 %) - Válidos: 1.462.397 - A candidatura: 1.387.404 | Partido Regionalista del País Leonés (PREPAL)                                           |                           | 1.965   | 0,14  | 0       |     |
| - Presidente: Juan Vicente Herrera Campo - Gobierno: PP - Censo: 2.166.385 - Votantes: 1.462.397 (67,5 %) - Abstención: 703.988 (32,5 %) - Válidos: 1.462.397 - A candidatura: 1.387.404 | Coalición "Verdes y Castellanos" (VyC) a                                                |                           | 1.553   | 0,11  | 0       |     |
| - Presidente: Juan Vicente Herrera Campo - Gobierno: PP - Censo: 2.166.385 - Votantes: 1.462.397 (67,5 %) - Abstención: 703.988 (32,5 %) - Válidos: 1.462.397 - A candidatura: 1.387.404 | CIVIQUS (CIVIQUS)                                                                       |                           | 1.527   | 0,11  | 0       |     |
| - Presidente: Juan Vicente Herrera Campo - Gobierno: PP - Censo: 2.166.385 - Votantes: 1.462.397 (67,5 %) - Abstención: 703.988 (32,5 %) - Válidos: 1.462.397 - A candidatura: 1.387.404 | Falange Española de las JONS (FE JONS)                                                  |                           | 1.522   | 0,11  | 0       |     |
| - Presidente: Juan Vicente Herrera Campo - Gobierno: PP - Censo: 2.166.385 - Votantes: 1.462.397 (67,5 %) - Abstención: 703.988 (32,5 %) - Válidos: 1.462.397 - A candidatura: 1.387.404 | Unidad Regionalista de Castilla y León (URCL)                                           |                           | 1.428   | 0,10  | 0       |     |
| - Presidente: Juan Vicente Herrera Campo - Gobierno: PP - Censo: 2.166.385 - Votantes: 1.462.397 (67,5 %) - Abstención: 703.988 (32,5 %) - Válidos: 1.462.397 - A candidatura: 1.387.404 | Solidaridad y Autogestión Internacionalista (SAIn)                                      |                           | 1.302   | 0,09  | 0       |     |
| - Presidente: Juan Vicente Herrera Campo - Gobierno: PP - Censo: 2.166.385 - Votantes: 1.462.397 (67,5 %) - Abstención: 703.988 (32,5 %) - Válidos: 1.462.397 - A candidatura: 1.387.404 | Partido Independientes por San Andrés (IxSA)                                            |                           | 859     | 0,06  | 0       |     |
| - Presidente: Juan Vicente Herrera Campo - Gobierno: PP - Censo: 2.166.385 - Votantes: 1.462.397 (67,5 %) - Abstención: 703.988 (32,5 %) - Válidos: 1.462.397 - A candidatura: 1.387.404 | Iniciativa Merindades de Castilla (IMC)                                                 |                           | 854     | 0,06  | 0       |     |
| - Presidente: Juan Vicente Herrera Campo - Gobierno: PP - Censo: 2.166.385 - Votantes: 1.462.397 (67,5 %) - Abstención: 703.988 (32,5 %) - Válidos: 1.462.397 - A candidatura: 1.387.404 | Segovia de Izquierdas (SdI)                                                             |                           | 760     | 0,05  | 0       |     |
| - Presidente: Juan Vicente Herrera Campo - Gobierno: PP - Censo: 2.166.385 - Votantes: 1.462.397 (67,5 %) - Abstención: 703.988 (32,5 %) - Válidos: 1.462.397 - A candidatura: 1.387.404 | Partido Regionalista de El Bierzo (PRB)                                                 |                           | 657     | 0,05  | 0       |     |
| - Presidente: Juan Vicente Herrera Campo - Gobierno: PP - Censo: 2.166.385 - Votantes: 1.462.397 (67,5 %) - Abstención: 703.988 (32,5 %) - Válidos: 1.462.397 - A candidatura: 1.387.404 | Partido Humanista (PH)                                                                  |                           | 529     | 0,04  | 0       |     |
| - Presidente: Juan Vicente Herrera Campo - Gobierno: PP - Censo: 2.166.385 - Votantes: 1.462.397 (67,5 %) - Abstención: 703.988 (32,5 %) - Válidos: 1.462.397 - A candidatura: 1.387.404 | Unificación Comunista de España (UCE)                                                   |                           | 492     | 0,03  | 0       |     |
| - Presidente: Juan Vicente Herrera Campo - Gobierno: PP - Censo: 2.166.385 - Votantes: 1.462.397 (67,5 %) - Abstención: 703.988 (32,5 %) - Válidos: 1.462.397 - A candidatura: 1.387.404 | Partido Comunista de los Pueblos de España (PCPE)                                       |                           | 460     | 0,03  | 0       |     |
| - Presidente: Juan Vicente Herrera Campo - Gobierno: PP - Censo: 2.166.385 - Votantes: 1.462.397 (67,5 %) - Abstención: 703.988 (32,5 %) - Válidos: 1.462.397 - A candidatura: 1.387.404 | Partido Familia y Vida (PFyV)                                                           |                           | 238     | 0,02  | 0       |     |
| - Presidente: Juan Vicente Herrera Campo - Gobierno: PP - Censo: 2.166.385 - Votantes: 1.462.397 (67,5 %) - Abstención: 703.988 (32,5 %) - Válidos: 1.462.397 - A candidatura: 1.387.404 | En blanco                                                                               | N/A                       | 47.008  | 3,28  | N/A     | N/A |
| - Presidente: Juan Vicente Herrera Campo - Gobierno: PP - Censo: 2.166.385 - Votantes: 1.462.397 (67,5 %) - Abstención: 703.988 (32,5 %) - Válidos: 1.462.397 - A candidatura: 1.387.404 | Nulos                                                                                   | N/A                       | 27.982  | 1,91  | N/A     | N/A |

a Coalición de Los Verdes de Segovia y PCAL.

### Investidura del presidente de Castilla y León
| Candidato                 | Fecha                                                   | Voto       |    |    |   | UPL | Total |
| ------------------------- | ------------------------------------------------------- | ---------- | -- | -- | - | --- | ----- |
| Juan Vicente Herrera (PP) | 23 de junio de 2011 Mayoría requerida: Absoluta (43/84) | Sí         | 53 |    |   |     | 53/84 |
| Juan Vicente Herrera (PP) | 23 de junio de 2011 Mayoría requerida: Absoluta (43/84) | No         |    | 29 | 1 | 1   | 31/84 |
| Juan Vicente Herrera (PP) | 23 de junio de 2011 Mayoría requerida: Absoluta (43/84) | Abstención |    |    |   |     | 0/84  |

### Por provincias
| Resultados por provincias |        |         |         |        |         |         |         |         |         |          |          |          |           |           |           |         |         |         |        |         |         |            |            |            |        |         |         |                 |                 |                 |
| Partido                   | Ávila  | Ávila   | Ávila   | Burgos | Burgos  | Burgos  | León    | León    | León    | Palencia | Palencia | Palencia | Salamanca | Salamanca | Salamanca | Segovia | Segovia | Segovia | Soria  | Soria   | Soria   | Valladolid | Valladolid | Valladolid | Zamora | Zamora  | Zamora  | Castilla y León | Castilla y León | Castilla y León |
| Partido                   | Votos  | %       | Escaños | Votos  | %       | Escaños | Votos   | %       | Escaños | Votos    | %        | Escaños  | Votos     | %         | Escaños   | Votos   | %       | Escaños | Votos  | %       | Escaños | Votos      | %          | Escaños    | Votos  | %       | Escaños | Votos           | %               | Escaños         |
| PP                        | 60.480 | 59,15 % | 5       | 98.117 | 50,70 % | 7       | 126.181 | 44,78 % | 8       | 53.869   | 53,07 %  | 4        | 113.182   | 56,89 %   | 7         | 48.627  | 54,04 % | 5       | 26.141 | 51,97 % | 3       | 148.204    | 50,21 %    | 9          | 62.752 | 54,03 % | 5       | 737.553         | 51,59 %         | 53              |
| PSOE                      | 24.186 | 23,65 % | 2       | 52.539 | 27,15 % | 4       | 89.233  | 31,67 % | 5       | 33.253   | 32,76 %  | 3        | 57.605    | 28,95 %   | 4         | 28.393  | 31,56 % | 2       | 16.563 | 32,93 % | 2       | 85.942     | 29,12 %    | 5          | 35.525 | 30,59 % | 2       | 423.239         | 29,61 %         | 29              |
| IU                        | 5.392  | 5,27 %  | 0       | 8.725  | 4,51 %  | 0       | 10.733  | 3,81 %  | 0       | 4.478    | 4,41 %   | 0        | 6.395     | 3,21 %    | 0         | 4.093   | 4,55 %  | 0       | 1.562  | 3,11 %  | 0       | 23.085     | 7,82 %     | 1          | 5.398  | 4,65 %  | 0       | 69.861          | 4,89 %          | 1               |
| UPyD                      | 5.848  | 5,72 %  | 0       | 9.656  | 5,00 %  | 0       | 4.700   | 1,67 %  | 0       | 2.429    | 2,39 %   | 0        | 6.020     | 3,03 %    | 0         | 3.355   | 3,73 %  | 0       | -      | -       | -       | 12.666     | 4,29 %     | 0          | 2.371  | 2,04 %  | 0       | 47.045          | 3,29 %          | 0               |
| UPL                       | -      | -       | -       | -      | -       | -       | 25.043  | 8,89 %  | 1       | -        | -        | -        | -         | -         | -         | -       | -       | -       | -      | -       | -       | -          | -          | -          | 1.436  | 1,24 %  | 0       | 26.479          | 1,85 %          | 1               |